# Vícov
Vícov je obec v okrese Prostějov v Olomouckém kraji. Žije zde 559 obyvatel.

## Název
Jméno obce se historicky odvozuje od jména Viec, což měl být původní majitel obce. Vícov tedy znamenal Viecův statek.

## Historie
První písemná zmínka o vesnici pochází z roku 1355.

## Obyvatelstvo

### Struktura
Vývoj počtu obyvatel za celou obec i za jeho jednotlivé části uvádí tabulka níže, ve které se zobrazuje i příslušnost jednotlivých částí k obci či následné odtržení.
| Místní části   | Místní části | 1869 | 1880 | 1890 | 1900 | 1910 | 1921 | 1930 | 1950 | 1961 | 1970 | 1980 | 1991 | 2001 | 2011 | 2021 |
| -------------- | ------------ | ---- | ---- | ---- | ---- | ---- | ---- | ---- | ---- | ---- | ---- | ---- | ---- | ---- | ---- | ---- |
| Počet obyvatel | část Vícov   | 462  | 499  | 527  | 543  | 561  | 585  | 636  | 550  | 617  | 590  | 577  | 493  | 468  | 466  | 532  |
| Počet domů     | část Vícov   | 63   | 71   | 73   | 76   | 79   | 88   | 114  | 140  | 146  | 151  | 153  | 165  | 168  | 196  | 220  |

### Vícovská tragédie

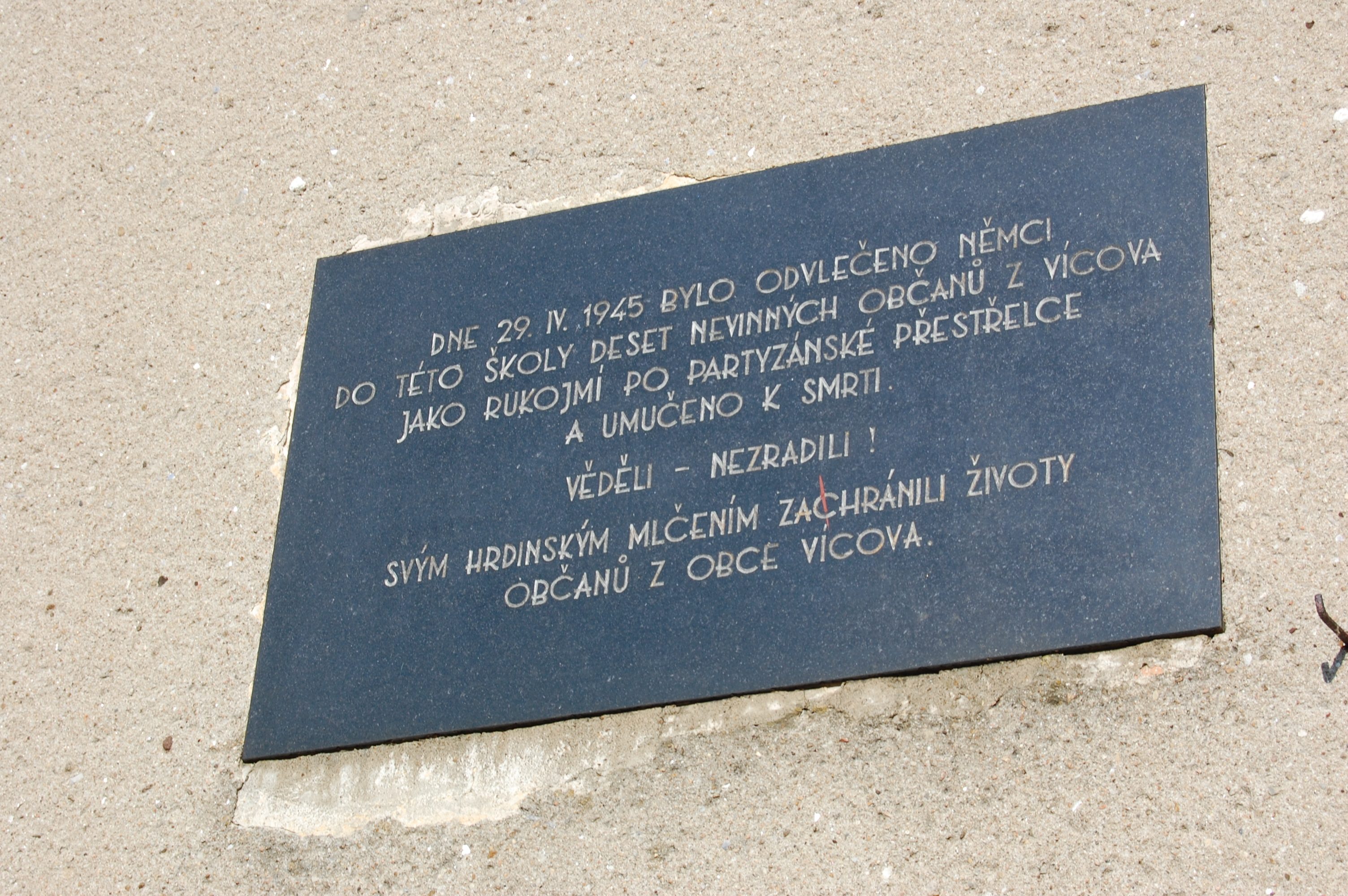
Pamětní deska na školce na Suchém připomínající zavražděné vícovské občany

Dne 28. dubna 1945 byl v obci partyzánskou skupinou Jermak přepadena kolona ustupujících německých vojáků. Při přestřelce zemřelo 23 německých vojáků a padlo několik partyzánů včetně velitele Pavla Volkova. Partyzáni následně ustoupili do okolních lesů. Odvetou nacisté do nedalekého Suchého odvlekli a tam popravili desítku vícovských obyvatel. Ti byli pochováni ve společném hrobě nedaleko Suchého. Dnes je událost nazývána vícovskou tragédií.

## Obecní správa

### Obecní symboly
Znak a vlajka byly obci uděleny rozhodnutím předsedy Poslanecké sněmovny Parlamentu České republiky dne 18. listopadu 1998.

## Pamětihodnosti
- Ježův hrad, zřícenina hradu
- Kostel sv. Floriána z roku 1749
- Boží muka
- Kříž

## Významní rodáci
- Jan Všetička (1900–1940), archeolog[11]

## Fotogalerie

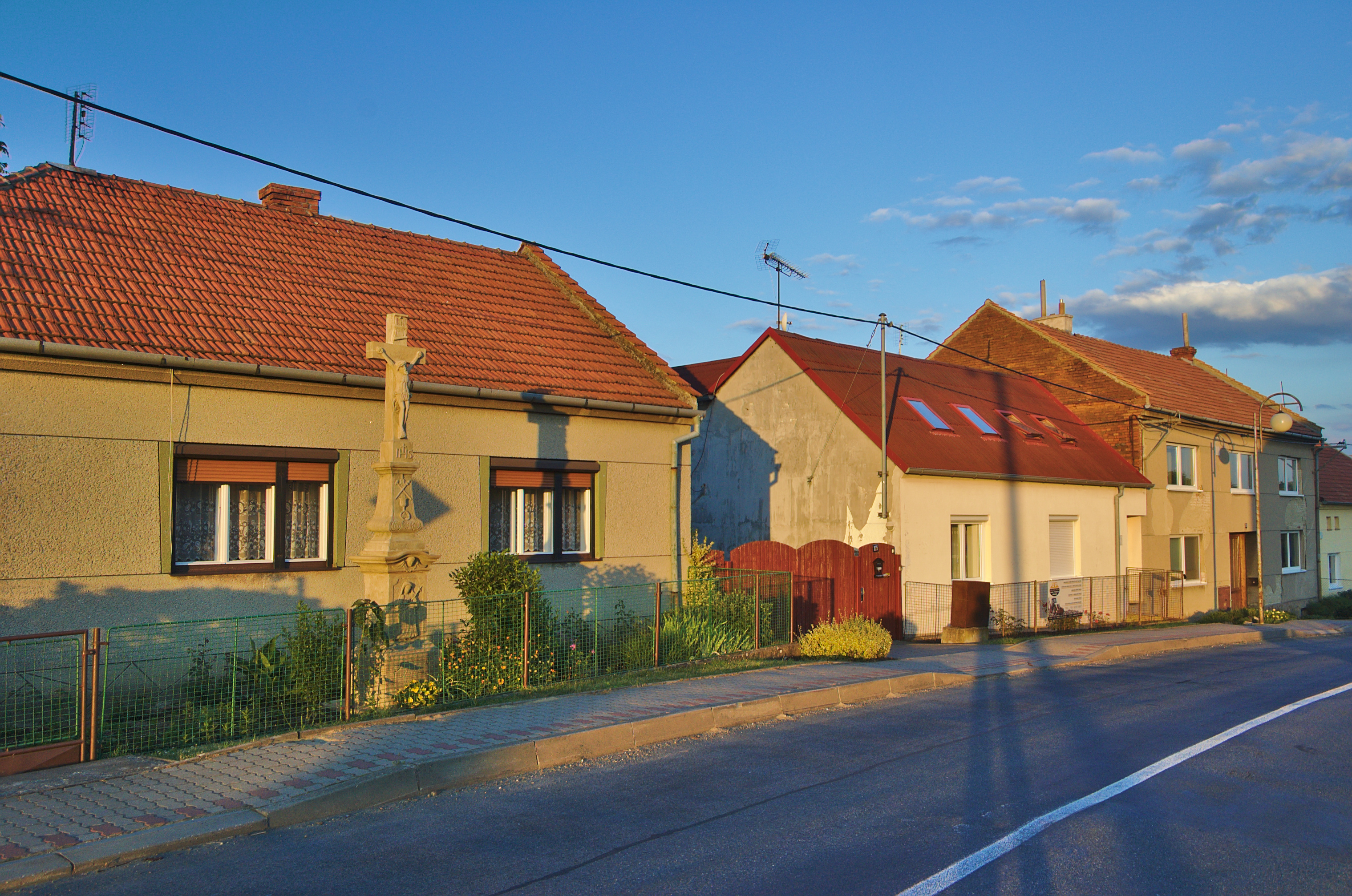
Kříž před domem č. 156
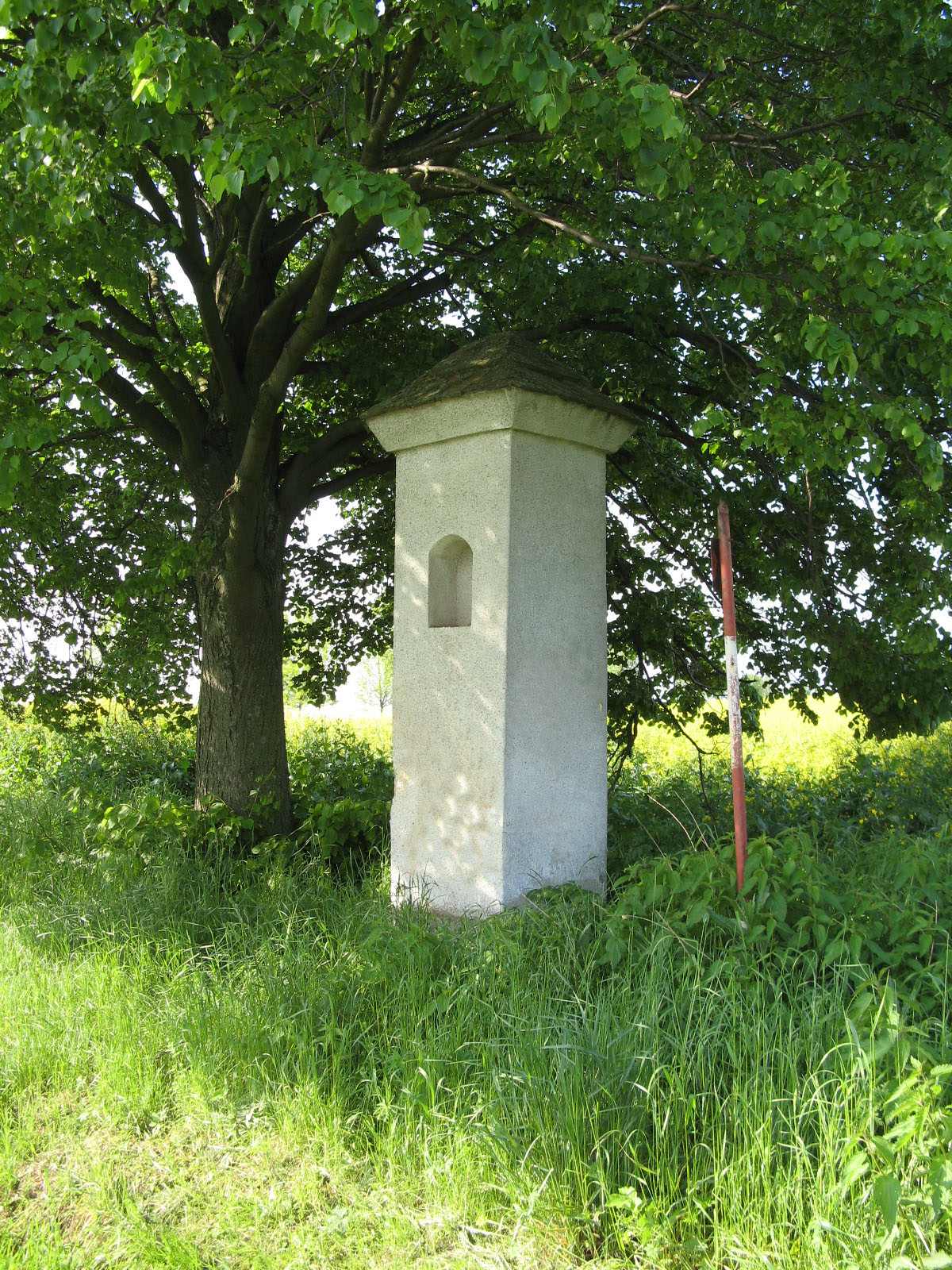
Boží muka u silnice do Plumlova
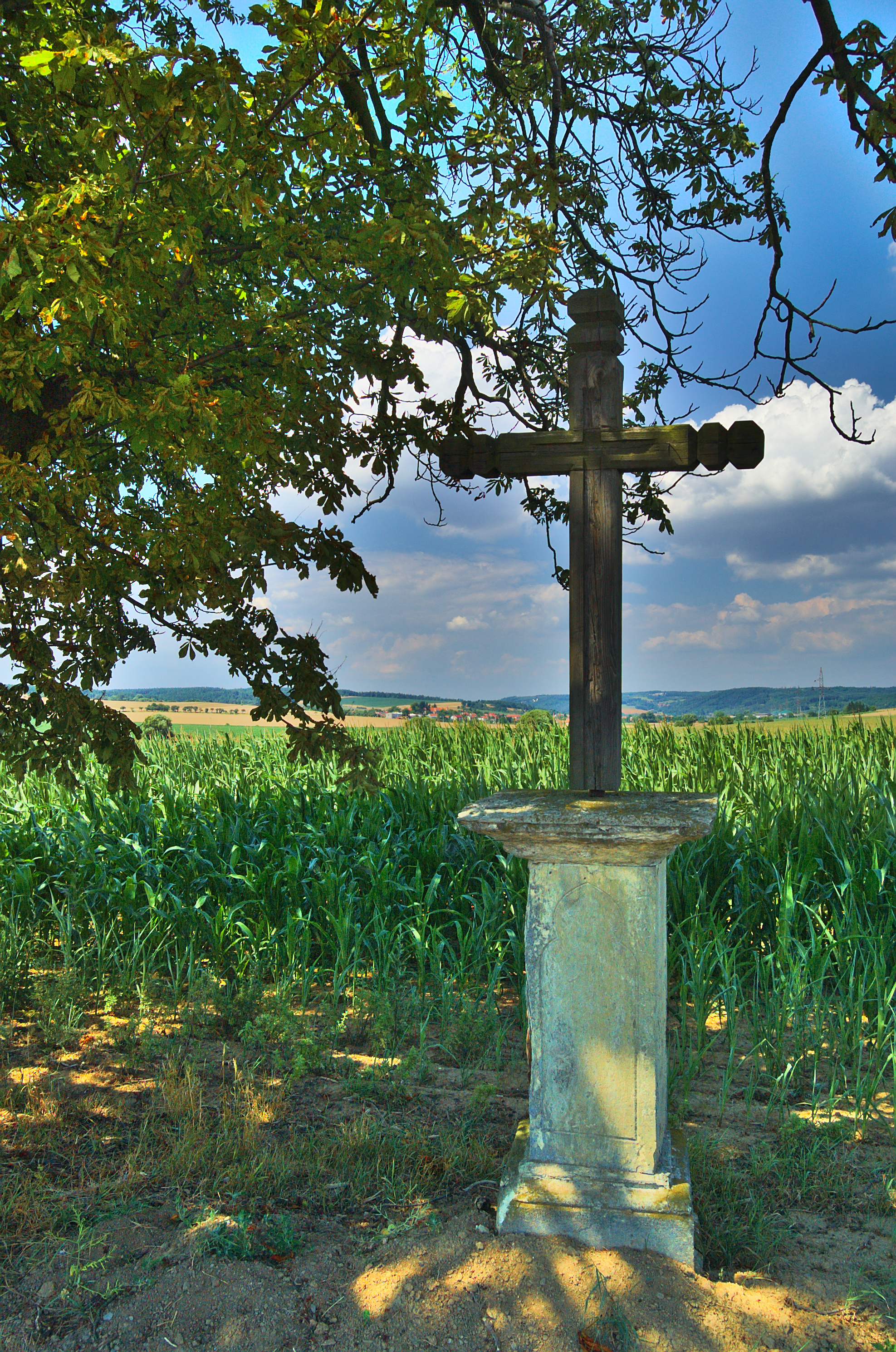
Kříž u silnice mezi Vícovem a Ohrozimí
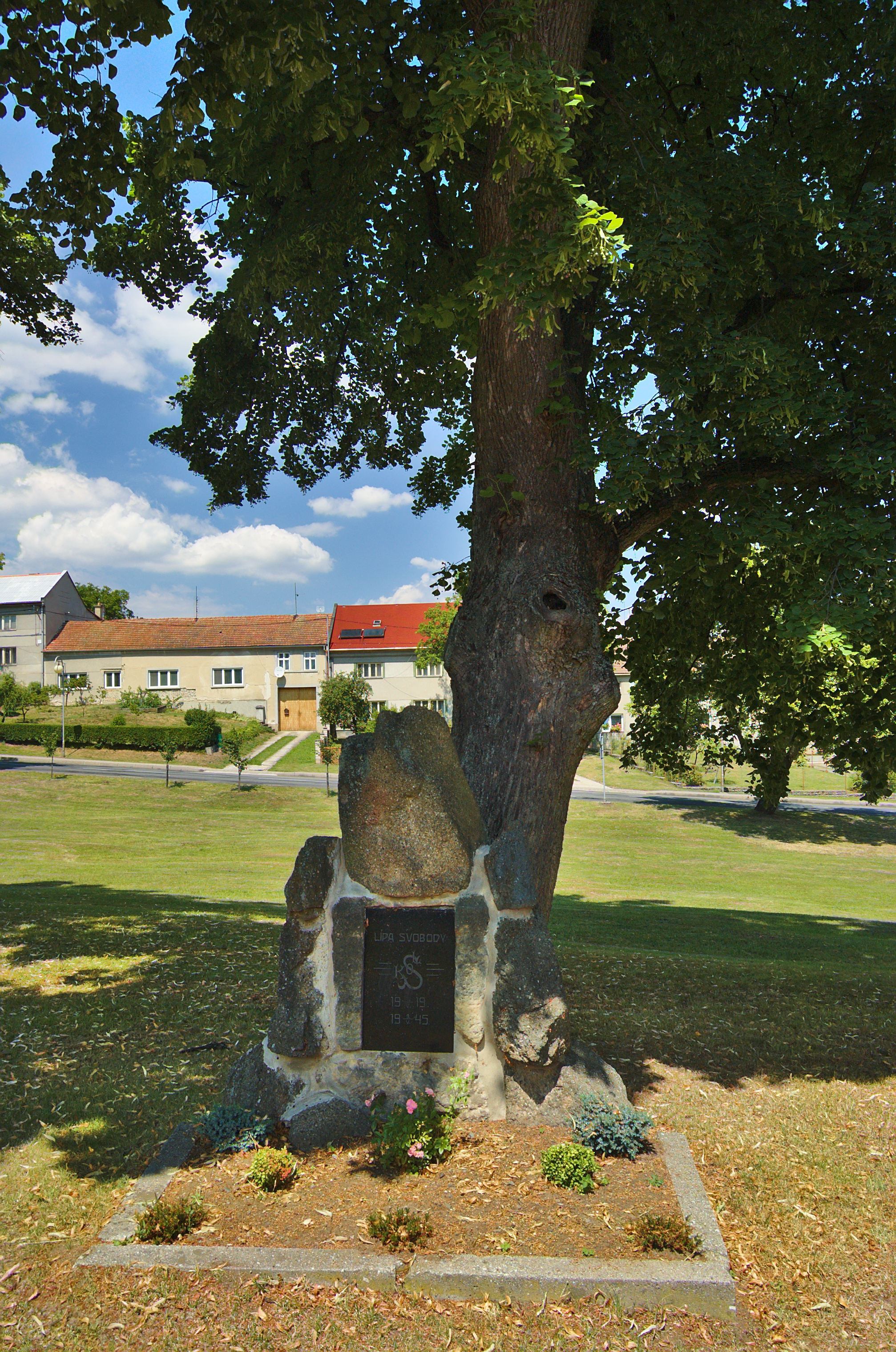
Pomník před lípou svobody
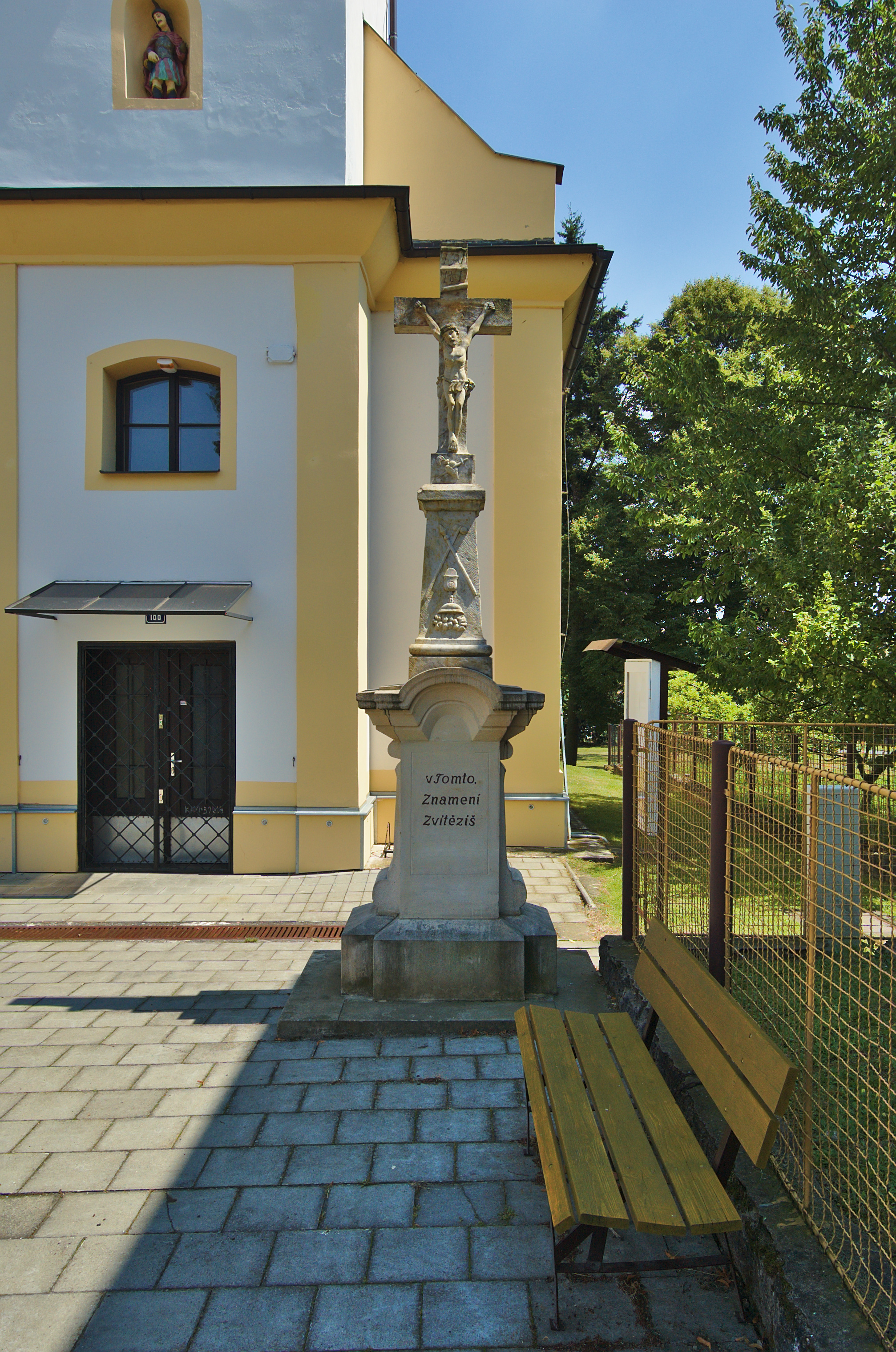
Kříž před kostelem svatého Floriána
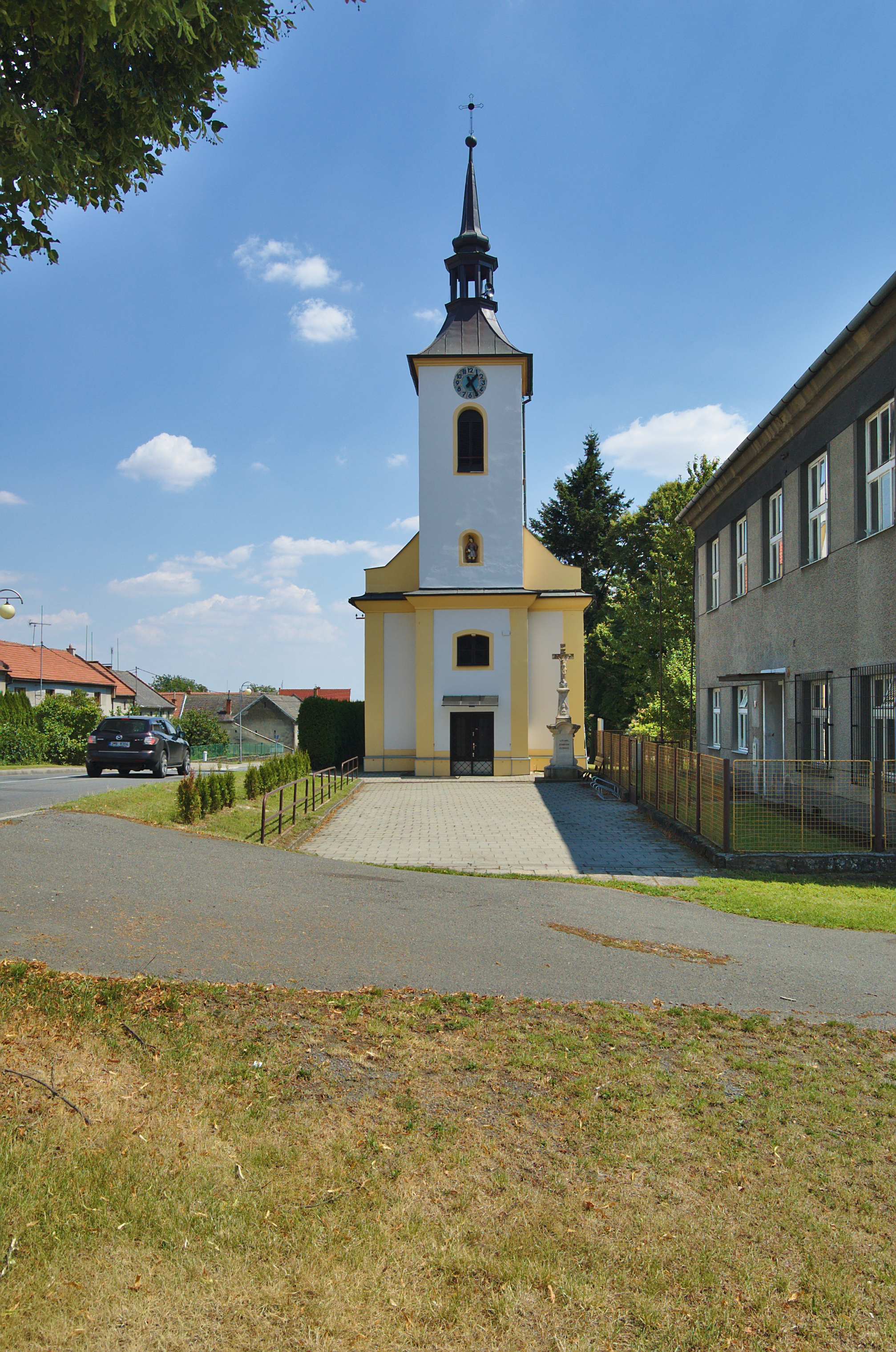
Kostel svatého Floriána – čelní pohled
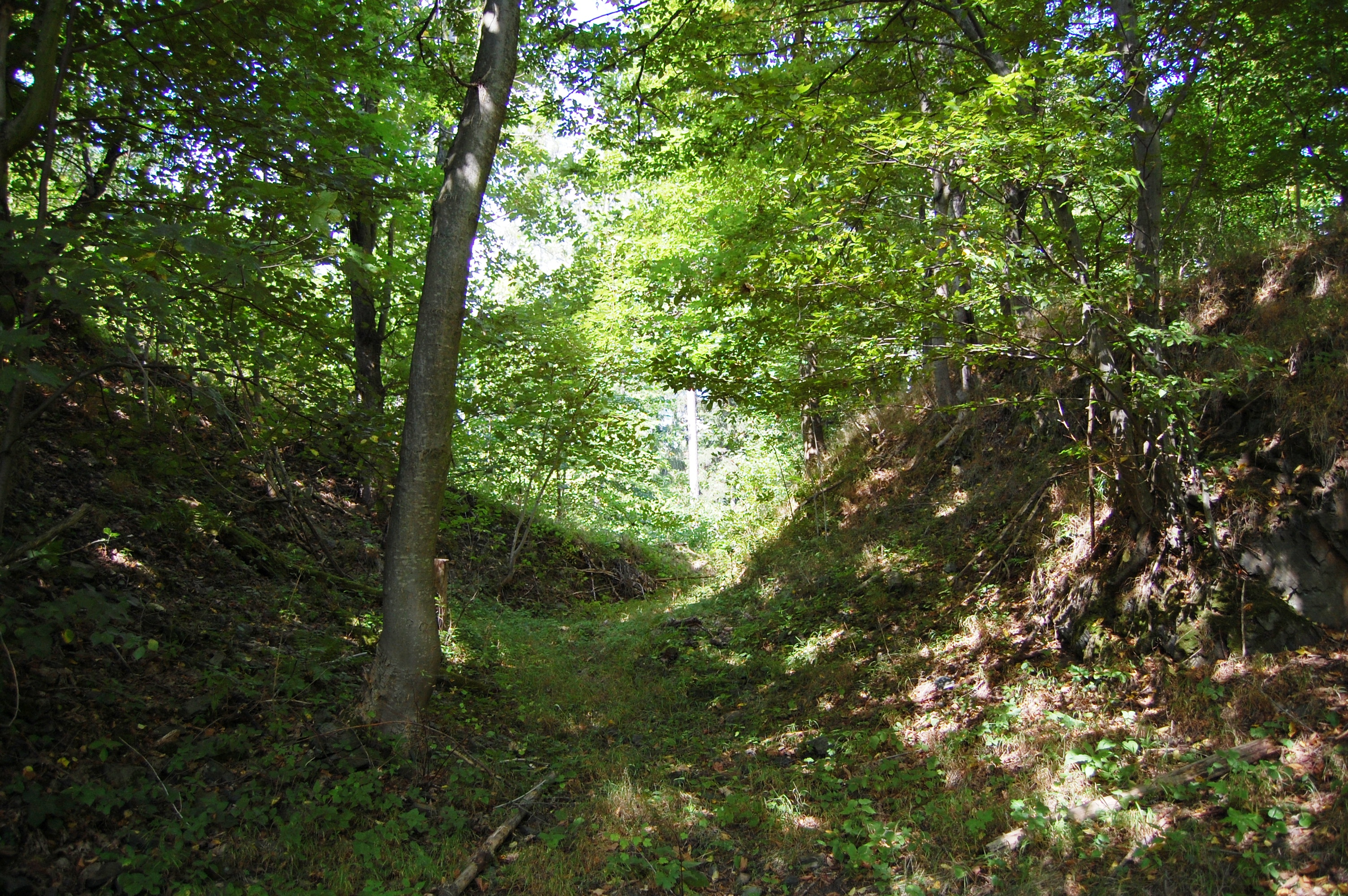
Zřícenina Ježova hradu
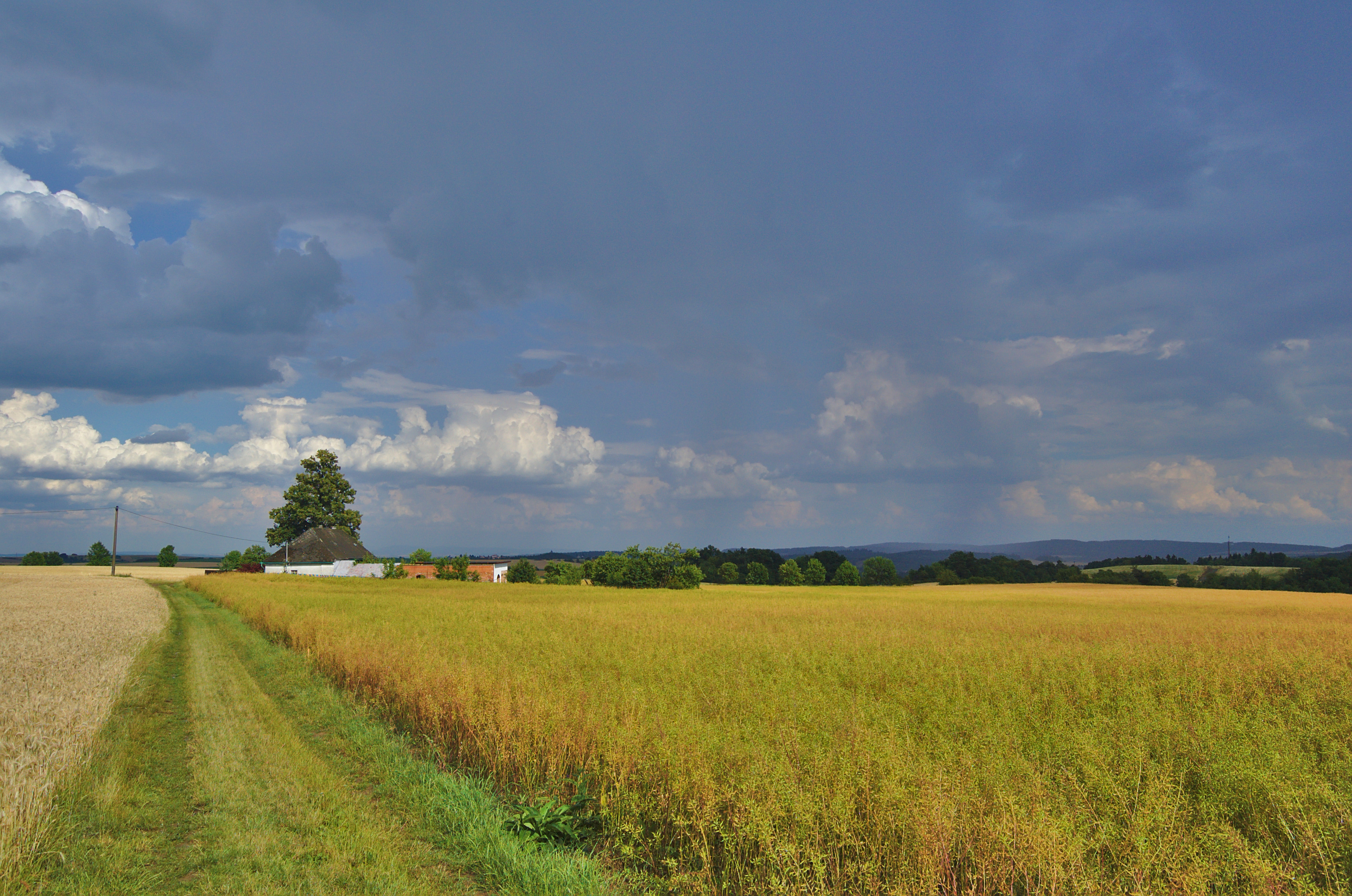
Hájenka mezi obcemi Vícov a Hamry